# Ван Бреда, Герман Лео
Герман Лео Ван Бреда (нидерл. Herman Leo Van Breda, при рождении Лео Мари Карел, нидерл. Leo Marie Karel; 28 февраля 1911, Лир — 4 марта 1974, Лёвен) — бельгийский философ, основатель архивного центра Эдмунда Гуссерля в Лёвене, вывезший его рукописи из нацистской Германии. Монах-францисканец, католический священник.

## Биография
Приняв священный сан в 1934 году, отец Ван Бреда изучал философию в аспирантуре Католического университета Лёвена (Лувена). Работая над диссертацией о философии Гуссерля, Ван Бреда решил посетить вскоре после смерти философа Фрайбург для работы с текстами, не опубликованными при жизни автора. Приехав в нацистскую Германию и разыскав вдову Гуссерля, Ван Бреда ознакомился с огромным архивом философа, насчитывавшим несколько тысяч томов и нерасшифрованных стенограмм.
Осознав, что архиву Гуссерля, изгнанного из университета и умершего в опале профессора еврейского происхождения, при нацизме грозит опасность, Ван Бреда пришёл к мысли о том, что всё наследие Гуссерля (архив и библиотеку) необходимо вывезти в Бельгию и там исследовать при помощи ближайших учеников покойного философа, Ойгена Финка и Людвига Ландгребе. Подобный проект не мог быть осуществлён без поддержки Лувенского университета, министерства народного просвещения Бельгии и правительства. После энергичных хлопот Ван Бреда заручился этой поддержкой. Перед отправкой в Лувен архив Гуссерля (с точки зрения немецких властей, подозрительные зашифрованные рукописи еврейского происхождения) хранился в разных католических монастырях Германии и был вывезен с дипломатической корреспонденцией. Бельгийские визы получили Финк и Ландгребе, работавшие вместе с Ван Бредой в Лувене над разбором и публикацией рукописей. С помощью Ван Бреды вдова Гуссерля Мальвина, которой как еврейке угрожала депортация в концлагерь, также смогла выехать в Бельгию, где пережила войну.
В Лувене Ван Бреда заботился о дальнейшей сохранности документов в условиях Второй мировой войны и немецкой оккупации. В 1941 году он защитил свою диссертацию о Гуссерле. Гуссерль-архив в Бельгии сохранился полностью и после 1945 года стал снова доступен для исследователей.
В дальнейшем отец Герман Ван Бреда стал профессором Католического университета, где работал до конца жизни (после разделения университета в 1968 остался во фламандской части). За участие в сохранении архива Гуссерля Ван Бреде присвоено звание почётного доктора Фрайбургского университета. В 1960 году получил Орден «За заслуги перед Федеративной Республикой Германия» 1-й степени.